# Formacja Santana
Formacja Santana (port. Formação Santana) – formacja geologiczna składająca się ze skał osadowych, występująca w północno-wschodniej Brazylii (stany Pernambuco), Piauí i Ceará), w basenie Araripe (port. Bacia do Araripe). Jej wiek oceniany jest na późną kredę. Znana z występowania licznych skamieniałości.

## Nazwa
Nazwa formacji pochodzi od miejscowości Santana do Cariri, gdzie skały te odkryto i opisano po raz pierwszy.

## Wiek
Wiek formacji został oznaczony na górną kredę (dolny cenoman – ok. 92 mln lat temu).

## Opis
Formacja Santana składa się głównie ze skał osadowych.

## Położenie
Formacja Santana należy do grupy Araripina (port. Grupo Araripina).
Poniżej zalega formacja Crato (port. Formação Crato).

## Skamieniałości
W skałach formacji Santana oznaczono liczne, dobrze zachowane skamieniałości (Fossillagerstätte), często pozwalające określić warunki środowiska. W 1996 r. został opisany nowy gatunek maniraptora.

## Oznaczone gatunki

### Dinozaury
Wiele gatunków wymarłych zwierząt zostało opisanych w Estado do Ceara.
| Dinozaury i ptaki formacji Santana | Dinozaury i ptaki formacji Santana | Dinozaury i ptaki formacji Santana | Dinozaury i ptaki formacji Santana                                     | Dinozaury i ptaki formacji Santana |
| Rodzaj                             | Gatunek                            | Występowanie                       | Uwagi                                                                  | Wizualizacja                       |
| ---------------------------------- | ---------------------------------- | ---------------------------------- | ---------------------------------------------------------------------- | ---------------------------------- |
| Angaturama                         | A. limai                           | Estado do Ceara, Brazylia.         | Spinosauridae. Rostralna część czaszki. Synonim Irritator challengeri. |                                    |
| Irritator                          | I. challengeri                     | Estado do Ceara, Brazylia.         | Spinosauridae. Fragmenty czaszki.                                      |                                    |
| Mirischia                          | M. asymmetrica                     | Estado do Ceara, Brazylia.         | Compsognathidae                                                        |                                    |
| Santanaraptor                      | S. placidus                        | Estado do Ceara, Brazylia.         | Fragmenty szkieletu pozaczaszkowego.                                   |                                    |

### Pterozaury
| Pterodaktyle formacji Santana | Pterodaktyle formacji Santana                       | Pterodaktyle formacji Santana | Pterodaktyle formacji Santana | Pterodaktyle formacji Santana |
| Rodzaj                        | Gatunek                                             | Występowanie                  | Opis                          | Wizualizacja                  |
| ----------------------------- | --------------------------------------------------- | ----------------------------- | ----------------------------- | ----------------------------- |
| Araripedactylus               | Araripedactylus dehmi                               |                               |                               |                               |
| Araripesaurus                 | Araripesaurus castilhoi                             |                               |                               |                               |
| Barbosania                    | Barbosania gracilirostris                           |                               |                               |                               |
| Cearadactylus                 | Cearadactylus atrox                                 |                               |                               |                               |
| Pricesaurus                   | "Pricesaurus megalodon"                             |                               |                               |                               |
| Santanadactylus               | Placeholder placeholder                             |                               |                               |                               |
| Tapejara                      | Tapejara wellnhoferi                                |                               |                               |                               |
| Tropeognathus                 | Tropeognathus mesembrinus                           |                               |                               |                               |
| Tupuxuara                     | - T. deliradamus - T. leonardii - T. longicristatus | Romualdo Member               |                               |                               |

### Żółwie
| Żółwie formacji Santana | Żółwie formacji Santana | Żółwie formacji Santana | Żółwie formacji Santana   | Żółwie formacji Santana |
| Rodzaj                  | Gatunek                 | Występowanie            | Opis                      | Wizualizacja            |
| ----------------------- | ----------------------- | ----------------------- | ------------------------- | ----------------------- |
| Santanachelys           |                         |                         | Protostegidae, Cryptodira |                         |

## Gospodarka
Skały formacji Santana były eksploatowane jako surowce ceramiczne. Obecnie trwa nielegalny handel skamieniałościami pozyskiwanymi z tej formacji.

## Przyroda
W trakcie wietrzenia skał formacji Santana powstaje gleba o nietypowym składzie, poza tym niespotykana nigdzie w tym regionie.
W górach pada do Araripe występuje endemiczny gatunek ptaka skoczek królewski (Antilophia bokermanni).

## Zobacz
- Santana Formation fossils
- American Museum of Natural History:. amnh.org. [zarchiwizowane z tego adresu (2005-04-04)]. Brazilian fossil fishes